# Razavikhorasan

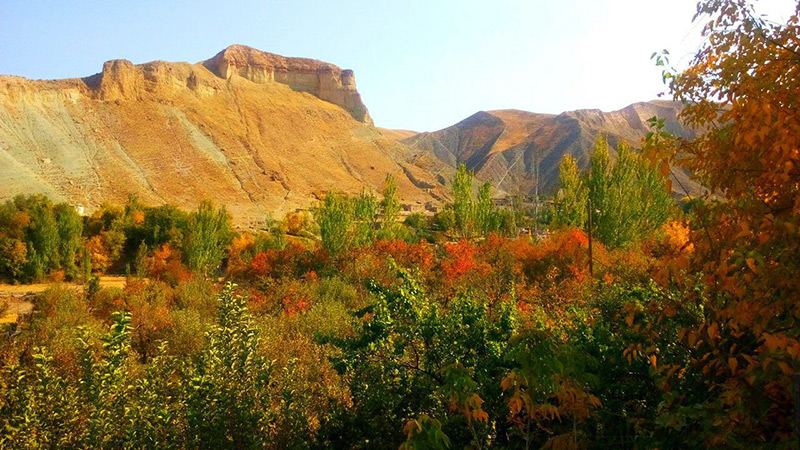
Idalik cirka 10 mil norr om Mashhad.

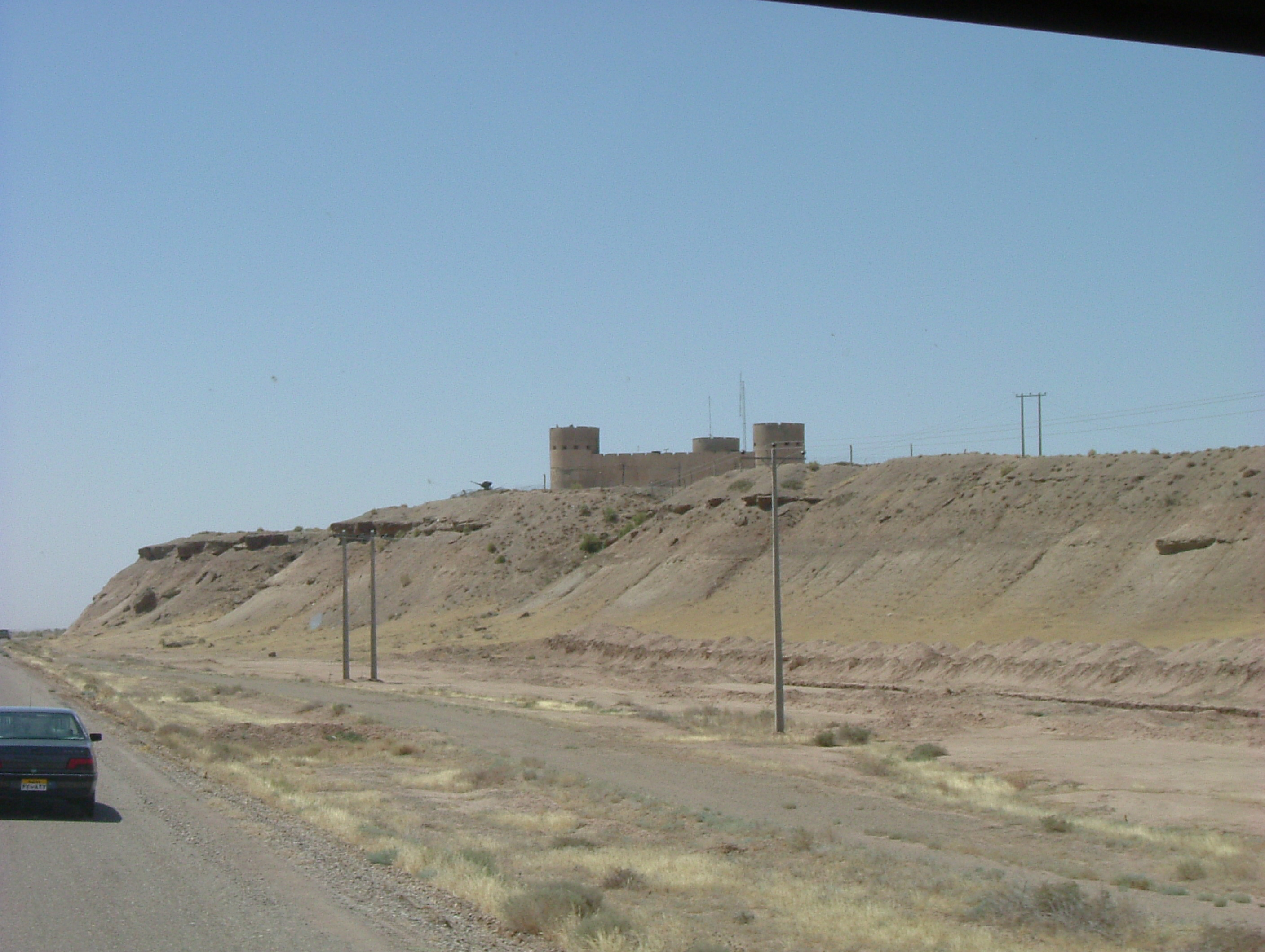
Gränsområdet mot Afghanistan.

Razavikhorasan, alternativt Razavi-Khorasan eller Khorasan-e Razavi (persiska: خراسان رضوی), är en provins i nordöstra Iran. År 2016 hade den 6 434 501 invånare, på en yta av 118 851 km². Administrativ huvudort är Mashhad, som är Irans näst största stad. Andra större orter är Neyshabur, Quchan, Sabzevar och Torbat-e Heydariyeh. 
Provinsen gränsar till både Afghanistan och Turkmenistan. Den var fram till 29 september 2004 en del av provinsen Khorasan, som då delades upp i de tre provinserna Nordkhorasan, Razavikhorsan och Sydkhorasan.

## Administrativ indelning
Provinsen Razavikhorasan var vid folkräkningen 2016 indelad i 28 delprovinser (shahrestan), i sin tur indelade på ytterligare administrativa nivåer.
- Bajestan
- Bakharz
- Bardaskan
- Chenaran
- Dargaz
- Davarzan
- Fariman
- Firuzeh
- Gonabad
- Joghatay
- Joveyn
- Kalat
- Kashmar
- Khalilabad
- Khushab
- Khvaf
- Mah Velat
- Mashhad
- Neyshabur
- Quchan
- Roshtkhvar
- Sabzevar
- Sarakhs
- Taybad
- Torbat-e Heydariyeh
- Torbat-e Jam
- Torqabeh Shandiz
- Zaveh